# Samuel Cunningham
Samuel Paul Cunningham (thailändisch แซมมวล ป.คันนิ่งแฮม, * 18. Januar 1989 in Nonthaburi) ist ein thailändisch-US-amerikanischer Fußballspieler.

## Karriere

### Verein
Samuel Paul Cunningham erlernte das Fußballspielen auf dem Assumption College in Sriracha. Seinen ersten Vertrag unterschrieb er 2004 bei Raj-Pracha FC. 2006 wechselte er zum Erstligisten BEC-Tero Sasana FC nach Bangkok. 2008 wurde er an Muangthong United ausgeliehen, einem Verein, der damals noch in der zweiten Liga, der Thai Premier League Division 1 spielte. 2009 wechselte er nach Buriram zu PEA Buriram. Nach 24 Spielen zog es ihn 2010 wieder nach Bangkok, wo er in der Hinrunde 14 Mal für den Erstligisten TOT–CAT FC auflief. Im gleichen Jahr spielte er die Rückrunde für den Ligakonkurrenten TTM Phichit FC. Von Phichit ging er 2011 wieder zurück nach Bangkok, wo der sich seinem ehemaligen Verein BEC-Tero Sasana FC anschloss. 2011 wurde er von BEC an den Suphanburi FC ausgeliehen. Hier stand er 12 Mal in der zweiten Liga im Tor. Air Force Central FC verpflichtete ihn 2012. Hier absolvierte er 29 Spiele. Nach einem kurzen Intermezzo in Sisaket, wo er 2016 acht Mal für den Sisaket FC in der Thai League auflief, kam er 2017 wieder nach Bangkok zu Air Force Central FC zurück. 2018 wechselte er zum Erstligisten Nakhon Ratchasima FC. Für den Verein aus Nakhon Ratchasima stand er 66-mal in der ersten Liga zwischen den Pfosten. Zur Saison 2021/22 wechselte er nach Lamphun zum Zweitligaaufsteiger Lamphun Warriors FC.  Am Ende der Saison feierte er mit dem Verein die Meisterschaft der zweiten Liga und den Aufstieg in die erste Liga. Für die Warriors stand er 22-mal in der zweiten Liga im Tor. Im Juni 2022 wechselte er zum ebenfalls in der ersten Liga spielenden Nongbua Pitchaya FC. Dort kam Cunningham allerdings zu keinem Pflichtspieleinsatz und so wurde sein Vertrag am 17. Dezember 2022 wieder aufgelöst. Im Januar 2023 verpflichtete ihn der Zweitligist Nakhon Si United FC. Die Saison 2023/24 wurde er mit dem Verein Tabellenfünfter und qualifizierte sich somit für die Aufstiegsspiele zur ersten Liga. Hier konnte man sich jedoch nicht gegen den Rayong FC durchsetzen und verblieb in der zweiten Liga. Nach 34 Ligaspielen wurde sein Vertrag im Sommer 2024 nicht verlängert. Im Juli 2024 nahm ihn der Erstligist PT Prachuap FC unter Vertrag. Nachdem er dort bis zum Jahresende nur zwei Pflichtspiele absolvierte, verlieh ihn der Verein am 3. Januar 2025 bis zum Saisonende an den Zweitligisten Mahasarakham SBT FC. Hier kam er in elf Ligaspielen zum Einsatz. Im Sommer 2025 wurde sein Leihvertrag nicht verlängert. Nach Vertragsende in Prachuap wechselte er im Sommer 2025 zum Zweitligaaufsteiger Songkhla FC.

### Nationalmannschaft
2008 lief er sieben Mal für die thailändische U19-Nationalmannschaft auf und 2010 stand er in zwei Partien bei der U23-Auswahl im Tor.

## Erfolge
Muangthong United
- Thailändischer Zweitligameister: 2008  ▲

Air Force Central
- Thailändischer Zweitligameister: 2013  ▲

Lamphun Warriors FC
- Thailändischer Zweitligameister: 2021/22  ▲

## Sonstiges
Der Torhüter wurde als Sohn eines Amerikaners und einer Thailänderin geboren.